# 竹岛 (鹿儿岛县)
竹島（日语：／ Takeshima）是一个位于薩南諸島北部的島。邮政编码为890-0903。人口64人，家庭数37个家庭（截至2020年5月1日）。有假定包含于或者不包含于大隅群岛的各种假定理论。
作为地名（行政区划）的「竹島」的叫法是鹿儿岛县鹿儿岛郡三島村的大字，以此对应于全岛。

## 概要
位置在距离鹿儿岛本土94千米的地方（距薩摩半島大约50千米），面積为4.20km2，海岸线长12.8千米，最高峰为マゴメ山（標高220米），居住有78个島民。与硫磺岛和黑岛组成鹿儿岛郡三岛村。

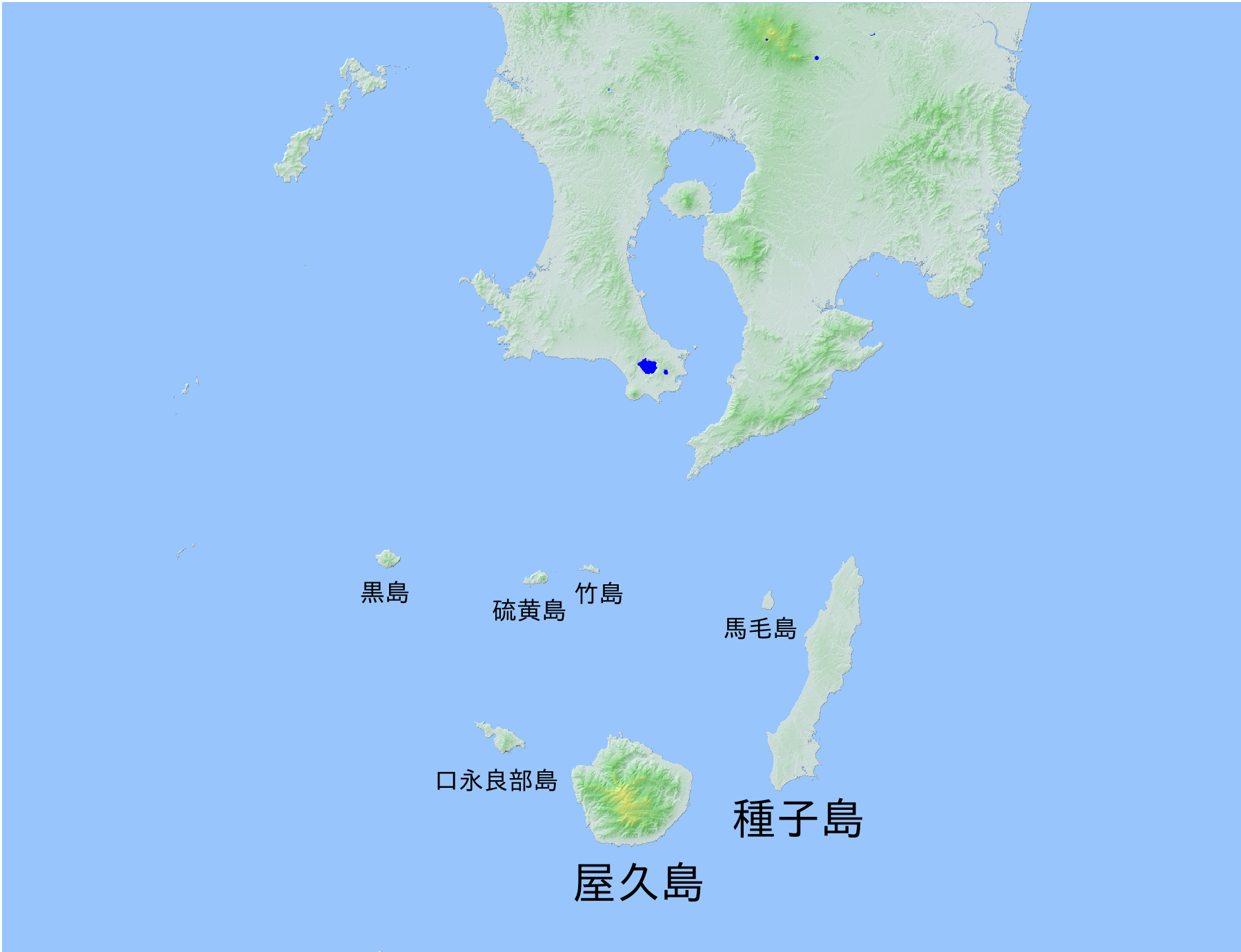
大隅群岛地图

绝佳的钓鱼场所。

## 教育
- 三岛村立竹岛小中学校（日语：三島村立竹島小中学校）